# Ride the Lightning
Ride the Lightning – drugi album studyjny amerykańskiego zespołu thrashmetalowego Metallica. Został wydany 27 lipca 1984 roku przez wytwórnię Megaforce Records. Jest to drugie i ostatnie wydawnictwo zespołu dla tej wytwórni, od której grupa odeszła za namową menadżera, Cliffa Burnsteina z QPrime Management, które wypromowało między innymi AC/DC, Aerosmith, i Scorpionsów. We wrześniu 1984 Metallica podpisała kontrakt z wytwórnią Elektra, która dwa miesiące później wydała reedycję albumu.
Mimo kradzieży sprzętu zespołu na miesiąc przed rozpoczęciem nagrywania albumu, Ride the Lightning jest uważany za ambitne wydawnictwo i krok naprzód w porównaniu z poprzednikiem, Kill ’Em All. Ride the Lightning osiągnął wysokie pozycje: 3. na liście serwisu Metal-Rules.com na 100 Najlepszych Albumów Heavymetalowych oraz 5. na liście serwisu IGN na 25 Najlepszych Albumów Metalowych. Jest to jedyny album, którego producentem jest sam zespół, pierwszy, którego współkompozytorem jest Kirk Hammett i ostatni, którego współkompozytorem jest Dave Mustaine, oraz pierwszy album, który trafił na amerykańską listę „Billboardu”, Billboard 200, osiągając pozycję numer 100. Obecnie album został sprzedany w ponad 5 milionach egzemplarzy w Stanach Zjednoczonych.

## Komponowanie
Metallica rozpoczęła pisanie utworów na album w październiku 1983 po przeprowadzce z San Francisco do New Jersey; miesiąc po zakończeniu trasy koncertowej promującej debiutancki album zespołu, Kill ’Em All. W grudniu zespół rozpoczął serię koncertów z grupą Anthrax na których zaczął już wykonywać cztery nowe kompozycje: „Fight Fire with Fire”, „Ride the Lightning”, „Creeping Death”, i „When Hell Freezes Over” (roboczy tytuł utworu „The Call of Ktulu”).
Gdy obu zespołom zostały jeszcze do zagrania trzy zaplanowane koncerty, 19 stycznia 1984 po koncercie w Bostonie w stanie Massachusetts została skradziona ciężarówka, w której znajdował się praktycznie cały sprzęt Metalliki (z wyjątkiem dwóch gitar, zabranych do hotelu w ochronie przed panującym wtedy zimnem). To wydarzenie zainspirowało powstanie pierwszej ballady grupy: „Fade to Black”. James Hetfield tak wypowiada się na temat związany z powstaniem ballady:

Nasza pierwsza ballada, swego rodzaju wyzwanie. Wiedzieliśmy, że niektórych zaniepokoi. Zespoły takie jak Exodus czy Slayer nie tworzą ballad. Ale w ten sposób zamykają się w jednej ściśle określonej konwencji. Nigdy nie chcieliśmy się znaleźć w takiej sytuacji. Ograniczanie siebie tylko po to, żeby publiczność była zadowolona, jest g*wno warte.

Na trzech pozostałych koncertach grupa zagrała na sprzęcie pożyczonym od Anthraxu. Hetfield powrócił do sprawy kradzieży ciężarówki na następnym koncercie grupy w Bostonie (prawdopodobnie 12 czerwca 1988):

Jeśli ktokolwiek z Was zna tych, co ukradli nasz sprzęt, gdy byliśmy tutaj ostatnim razem, prosimy, żebyście zabili ich dla nas.

## Nagrywanie
Zespół wyruszył razem z grupą Venom, na początku lutego 1984, w minitrasę – Seven Days of Hell – obejmującą siedem koncertów w Europie, będącymi pierwszymi występami Metalliki na tym kontynencie, na którym grupa postanowiła zarejestrować Ride the Lightning. Ten wybór tak wspomina James Hetfield:

Zrobiliśmy ten album w Danii, bo akurat byliśmy tam w trasie. Było też tam dość tanio. Jeden facet był zarówno producentem, jak i dźwiękowcem – biorąc za swoją robotę naprawdę niewielkie pieniądze. Mogliśmy się bardzo dużo od niego nauczyć.

Tym facetem był Flemming Rasmussen, którego tak wspomina Lars Ulrich:

Flemming doskonale zna się na sprawach technicznych. Króluje przy konsolecie i magnetofonach. Ale nigdy nie miał wpływu na kształt artystyczny nagrań. Spełniał bardziej rolę reżysera dźwięku niż producenta we właściwym znaczeniu tego słowa.

Zanim rozpoczęła się sesja nagraniowa albumu, zespół rozpaczliwie poszukiwał w Europie wzmacniacza firmy Marshall o takim samym brzmieniu, jaki miał wzmacniacz tej firmy, który posiadał James Hetfield, zanim został on skradziony miesiąc wcześniej razem z resztą sprzętu zespołu. John Marshall, technik gitarowy Metalliki w tamtym okresie, tak wspomina te poszukiwania:

Sprawdzili dosłownie każdy wzmacniacz Marshalla w Zachodniej Europie. Ostatecznie znaleźli jeden, który brzmiał dobrze, w jakimś małym duńskim sklepie muzycznym.

Po osiągnięciu celu zespół rozpoczął 20 lutego 1984 w Sweet Silence Studios w Kopenhadze w Danii sesję nagraniową albumu trwającą do 14 marca 1984. Producentem albumu została sama Metallica, której asystowali Flemming Rasmussen oraz Mark Whitaker, który był wtedy menadżerem Metalliki. Rasmussen tak wspomina współpracę z Metalliką:

Wszyscy inni kręcili się wokół, tworząc disco i inne g*wna, a ja nienawidziłem tego. Większość ludzi w studio uważała, że Metallica jest najgorszym g*wnem, jakie kiedykolwiek słyszeli w swoim życiu, ale ja to kochałem.

## Przyjęcie albumu

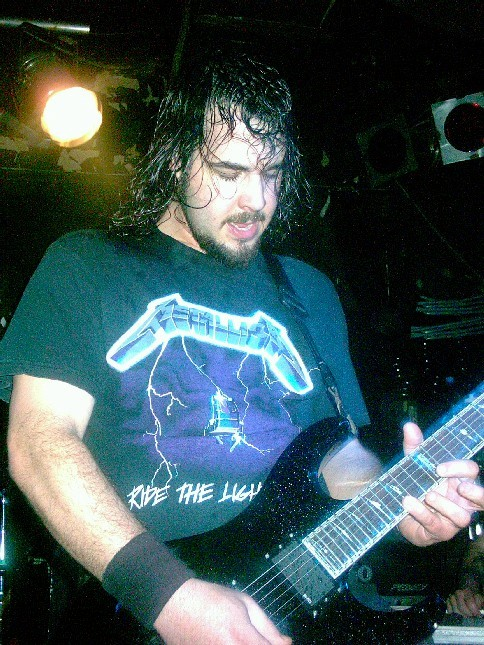
Gitarzysta grupy Chimaira, Rob Arnold, podczas koncertu w 2004 w koszulce promującej album Ride the Lightning

Ride the Lightning został wydany 27 lipca 1984 przez wytwórnię Megaforce i jest „ogromnym krokiem naprzód” w porównaniu z poprzednikiem, Kill ’Em All, od którego jest albumem „jeszcze bardziej fantastycznym, ukazującym oszałamiający rozwój muzyczny oraz wyraźne ustanawianie nowych kierunków, które wpłynęły na heavy metal i lata, które nadchodziły”. Jest to pierwszy album, który trafił na amerykańską listę „Billboardu”, The Billboard 200, osiągając pozycję numer 100. Obecnie album został sprzedany w ponad 5 milionach egzemplarzy w Stanach Zjednoczonych.
W Polsce nagrania uzyskały status platynowej płyty w 2021.
Okładkę albumu wyróżnia głównie niebieska kolorystyka, ale we Francji wytwórnia Bernett wydała przez przypadek 400 kopii winylowych albumu, które wyróżnia zielona okładka. 22 lutego 2000 w USA wytwórnia Elektra we współpracy z DCC Compact Classics wydała limitowaną edycję albumu w której płyta CD jest pokryta 24-karatowym złotem.
Według recenzenta, Steve’a Hueya z AllMusic, album jest „niewiarygodnie ambitny, jak na osiągnięcie o rok starszego nowicjusza, Ride the Lightning ukazuje Metallikę agresywnie poszerzającą swoją kompozytorską technikę i poziom ekspresji. Każdy utwór próbuje czegoś nowego i każdy muzyczny eksperyment osiąga potężny sukces. Teksty utworów wchodzą na nowy obszar także – bardziej osobiste, bardziej świadome socjalnie, mniej metalowej postury”. Huey podsumował album następująco: „Fundamentalnie, w paru słowach, Metallica brzmi, jakby potrafiła zrobić wszystko. Heavy metal nie widział takiego rodzaju ambicji od czasu klasyków Judas Priest z końca lat 70., i Ride the Lightning faktycznie przerobił książkę zasad dla generacji thrashowców. Jeśli Kill ’Em All jest manifestem, Ride the Lightning jest rewolucją”.
Recenzent magazynu Teraz Rock, Igor Stefanowicz, twierdzi, że na albumie „od razu rzuca się w uszy lepsza produkcja, bardziej zawodowe brzmienie, smaczki typu demoniczny śmiech w tle pod koniec ostatniej zwrotki «Fight Fire with Fire», odgłosy poważnych wyładowań atmosferycznych, dzwony we wstępie «For Whom the Bell Tolls». A przede wszystkim naturalniej brzmiący głos Hetfielda, już bez tego wątpliwej jakości podbicia tanimi efektami. Nareszcie można docenić jego charakterystyczną manierę, która i tak dopiero się krystalizuje, jego umiejętność stopniowania agresji, a nawet odnajdywania się w różnych klimatach” oraz że dzięki temu albumowi „Metallica przestaje być niszową sensacją, którą podnieca się kilku nawiedzeńców – to już jest sensacja ogólnomuzyczna, ogólnorynkowa”.
Na Ride the Lightning znajdują się zarówno „długie, epickie utwory progresywne”, jak i „mocne, treściwe utwory rytmiczne”. Niektóre innowacje są w rozkwicie, co dodaje kolorystyki, jak np. rytmiczny, pseudoklasyczny wstęp do rozjuszonego „Fight Fire with Fire” czy harmonie prowadzące, które ujawniają się w kilku utworach. Innymi innowacjami są większe zmiany w dźwięku Metalliki, jak dziewięciominutowy, zamykający album, instrumentalny „The Call of Ktulu” czy natarczywe rozmyślanie nad samobójstwem w „Fade to Black”, który jest obecnie metalowym klasykiem wszech czasów” oraz „jednym z nielicznych utworów Metalliki granych w stacjach radiowych w okresie od połowy do końca lat 80.. Na albumie zawarty jest również utwór określony mianem utworu edukacyjnego – „Creeping Death”. Opowiada on biblijną opowieść o Mojżeszu toczącym bitwę z faraonem Ramzesem by uwolnić Hebrajczyków z egipskiej niewoli.
Personel serwisu Metal-Rules.com sklasyfikował album na 3. pozycji listy 100 Najlepszych Albumów Heavymetalowych, a personel serwisu IGN sklasyfikował album na 5. pozycji listy 25 Najlepszych Albumów Metalowych.

## Zmiana wytwórni
Dwa dni po wydaniu albumu, Metallica poznała menadżera Cliffa Burnsteina, który założył razem z Peterem Menschem QPrime Management, które wypromowało w tamtym okresie między innymi AC/DC, Aerosmith czy Scorpionsów, więc zespół zwolnił następnego dnia swojego dotychczasowego menadżera Marka Whitakera oraz postanowił odejść od wytwórni Jona Zazuli, Megaforce Records.
Choć zwolnienie menadżera nie sprawiło problemów grupie, to odejście od wytwórni było już problemem, ponieważ Metallica miała podpisany kontrakt, według którego miały zostać wydane jeszcze trzy albumy, toteż Lars Ulrich postanowił zwrócić się o pomoc do prawników i ostatecznie okazało się, że w kontrakcie z wytwórnią był limit liczby kopii albumu, które trafią do sprzedaży – wynosił on 75 tysięcy, a Ride the Lightning został wydany w ponad 100 tysiącach kopii, więc spór został zakończony i Metallica mogła podpisać kontrakt z inną wytwórnią, którą została Elektra Records. Kontrakt został podpisany 12 września 1984.
Chociaż Ride the Lightning został już wydany, 19 listopada 1984 pierwszym wydawnictwem Metalliki pod szyldem Elektry został właśnie ten album.

## Trasa koncertowa
Ledwie po nagraniu albumu, pod koniec marca 1984, Metallica razem z innymi zespołami – Anthrax, The Rods, i Exciter – miała rozpocząć w Anglii trasę koncertową, Hell on Earth Tour, ale trasa nie doszła do skutku z powodu kiepskiej sprzedaży biletów, o czym tak się wypowiada menadżer trasy, Gem Howard:

Jakieś dwa tygodnie przed początkiem trasy dostaliśmy porażającą wiadomość, że naszym najlepiej sprzedającym się występem jest Newcastle Mayfair, gdzie sprzedaliśmy ogromną liczbę 14 biletów. W tym momencie doszliśmy do wniosku, że trasa nie będzie takim sukcesem, jakim chcieliśmy, żeby była, więc odwołaliśmy ją natychmiast.

Dopiero 16 listopada 1984 Metallica wyruszyła w trasę koncertową o nazwie Bang the Head That Doesn't Bang Tour, która została podzielona na dwie części: europejską i amerykańską (z jednym występem w Kanadzie). Pierwsza część trwała do 20 grudnia 1984 i na niej zespół koncertował razem z grupą Tank; druga rozpoczęła się 10 stycznia i trwała do 19 marca 1985, na niej z Metalliką grały zespoły W.A.S.P. i Armored Saint. Dzięki pewnemu europejskiemu fanowi zespołu, który miał na sobie koszulkę parodiującą okładkę albumu Kill ’Em All, Metallica (nadmiernie spożywająca wtedy alkohol) zyskała pseudonim „Alcoholica”, co tak wspomina James Hetfield:

Za pierwszym razem, gdy to zobaczyłem, jakiś dzieciak miał koszulkę z sitodrukiem zrobioną w domu. Miał na niej okładkę Kill ’Em All, ale zamiast Metallica było Alcoholica, a zamiast Kill ’Em All [Zabić Ich Wszystkich] było Drink 'Em All [Upić Ich Wszystkich]. Zamiast młota z krwią, była rozlewająca się butelka wódki. Pomyśleliśmy, że to jest całkiem niezłe. Zrobiliśmy dla siebie koszulki takie, jak ta.

Podczas amerykańskiej części trasy koncertowej członkowie zespołów, będąc pod wpływem alkoholu, często dokonywali różnorodnych wybryków. Joey Vera z Armored Saint tak wspomina jedną z sytuacji:

Wyrzucaliśmy puste butelki po piwie przez okno, potem James [Hetfield] wyrzucił moją skórzaną kurtkę przez okno. Zeszliśmy na dół, by ją odzyskać, a gdy wracaliśmy do góry hotelową windą, postanowiliśmy zaciągnąć jej hamulec bezpieczeństwa. To uruchomiło alarm. Winda utknęła między dwoma piętrami, ochrona krzyczała na nas, żebyśmy wyszli z windy, alarm został wyłączony, a James wpadł w szał.
Potem wyczołgaliśmy się z windy, a James wziął gaśnicę i wycelował ją we mnie. Zaczął nią tryskać, wszędzie dookoła była mgła, a czujniki wyczuły, że ktoś użył gaśnicy, więc uruchomił się alarm pożarowy. Uciekłem z powrotem do swojego pokoju i przez okno, samochody policyjne i ciężarówki straży pożarnej były wpuszczane na parking hotelowy, a ludzie byli ewakuowani na zewnątrz w swoich piżamach i bieliznach. James na koniec musiał nieźle zapłacić.

Fotograf, Ross Halfin, również pamięta jedną sytuację z tej trasy koncertowej:

Pamiętam, że Cliff Burton był całkowicie przerażony przed tym koncertem [10 marca 1985, w Hollywood Palladium], ponieważ, by napędzić mu stracha, oni [Metallica] chcieli, żebym powiedział mu, że dzwoniłem do Geezera Butlera i że będzie go oglądać wśród publiczności. On był naprawdę przejęty!

Również na tej trasie, 6 marca 1985 w Phoenix w stanie Arizona, występ zespołu oglądał przyszły basista Metalliki, Jason Newsted:

Rząd z przodu. Wprost naprzeciwko Cliffa Burtona, uwielbianego. Zaślinionego. Nieprzytomnie machającego włosami. Czternaście dolarów za koszulkę, które były wszystkimi pieniędzmi na świecie w tamtym czasie. Przyszliśmy tylko, by zobaczyć Metallikę. Gdy tylko Metallica skończyła, wyszliśmy. Oni po prostu roznieśli to [miejsce] i wiedzieliśmy, że to wszystko zrobili z serca.

Trzy utwory z tego albumu – „For Whom the Bell Tolls”, „Fade to Black” i „Creeping Death” – są sztandarowymi utworami granymi na większości koncertów Metalliki. Od czasu do czasu grany jest również „Ride the Lightning”. Nieliczne są wykonania utworów „Fight Fire with Fire”, „Trapped Under Ice” i „The Call of Ktulu”, czy „Escape”. „For Whom the Bell Tolls” i „The Call of Ktulu” zostały również wykonane na żywo w 1999 z Orkiestrą Symfoniczną z San Francisco i są zawarte na albumie/filmie S&M.

## Lista utworów
Na podstawie:
| Nr | Tytuł utworu              | Autorzy                                   | Długość |
| -- | ------------------------- | ----------------------------------------- | ------- |
| 1. | „Fight Fire with Fire”    | James Hetfield, Lars Ulrich, Cliff Burton | 4:44    |
| 2. | „Ride the Lightning”      | Hetfield, Ulrich, Burton, Dave Mustaine   | 6:37    |
| 3. | „For Whom the Bell Tolls” | Hetfield, Ulrich, Burton                  | 5:11    |
| 4. | „Fade to Black”           | Hetfield, Ulrich, Burton, Kirk Hammett    | 6:55    |
| 5. | „Trapped Under Ice”       | Hetfield, Ulrich, Hammett                 | 4:04    |
| 6. | „Escape”                  | Hetfield, Ulrich, Hammett                 | 4:24    |
| 7. | „Creeping Death”          | Hetfield, Ulrich, Burton, Hammett         | 6:36    |
| 8. | „The Call of Ktulu”       | Hetfield, Ulrich, Burton, Mustaine        | 8:55    |
|    |                           |                                           | 47:26   |

## Single
- „Creeping Death”/Garage Days Revisited – wydany 23 listopada 1984 w Wielkiej Brytanii, Francji, i Holandii przez wytwórnie Music for Nations i Roadrunner na 12 calowym winylu[17][36]. Na stronie A zamieszczony został singel „Creeping Death”, a stronę B, nazwaną Garage Days Revisited, wypełniają dwa covery: „Am I Evil?” i „Blitzkrieg”[37]. Oba covery znaleźć można obecnie na kompilacji Garage, Inc.

- „For Whom the Bell Tolls” – wydany jako singel promocyjny pod koniec 1984 w USA przez wytwórnię Elektra Records na 12 calowym winylu[38].

- „Fade to Black” – wydany jako singel promocyjny w lutym 1985 w USA przez wytwórnię Elektra Records na 12 calowym winylu[39].

## Twórcy
Na podstawie:

### Wykonawcy
- James Hetfield – wokale, gitara rytmiczna, gitara akustyczna (4)
- Lars Ulrich – perkusja, chórki (2)
- Cliff Burton – gitara basowa, chórki; gitara akustyczna (1 - intro)
- Kirk Hammett – gitara prowadząca, chórki

### Produkcja
- Nagrywany i miksowany w Sweet Silence Studios w Kopenhadze, Dania
  - Producent: Metallica
  - Asystenci: Flemming Rasmussen, Mark Whitaker
  - Inżynier: Flemming Rasmussen
- Masterowany w Masterdisku w Nowym Jorku, USA przez Boba Ludwiga
- Pomysł okładki: Metallica
- Projekt okładki: AD Artists

## Wydania albumu
Źródło: Encycmet.com

### 12-calowa płyta winylowa
| Kraj wydania      | Wydawca                             | Rok wydania | Numer katalogowy | Opis |
| ----------------- | ----------------------------------- | ----------- | ---------------- | --- |
| Anglia            | Music For Nations                   | 1984        | MFN-27           | Brak kodu kreskowego na okładce, beżowe etykiety                                                             |
| Anglia            | Music For Nations                   | 1984        | MFN-27           | Czerwone i żółte etykiety                                                                                    |
| Argentyna         | Polygram/Vertigo                    | 1990        | 29225            | Nazwy utworów w języku hiszpańskim, brak wkładki                                                             |
| Australia         | Polygram/Vertigo                    | 1989        | 838-140-1        | Wkładka z tekstami utworów                                                                                   |
| Brazylia          | RGE                                 | 1987        | 304-7060         | Cienka obwoluta                                                                                              |
| Brazylia          | Polygram/Vertigo                    | 1990        | 838-140-1        | Brak wkładki                                                                                                 |
| Ekwador           | Polygram/Vertigo                    | 1990        | LP-31022         | |
| Europa            | Phonogram/Vertigo                   | 1989        | 838-140-1        | Wydanie z wkładką i etykietami UFO                                                                           |
| Europa            | Phonogram/Vertigo                   | 1989        | 838-140-1        | Żółte etykiety                                                                                               |
| Finlandia         | Music For Nations/Unitor oy Finland | 1984        | MFN-27           | Błędnie wydrukowane białe etykiety                                                                           |
| Francja           | Bernett                             | 1984        | SB 18026         | Błędnie wydrukowana, zielona okładka (zamiast niebieskiej)                                                   |
| Francja           | Music For Nations                   | 1984        | MFN-27           | Beżowe etykiety z napisem „Made in France”, brak kodu kreskowego                                             |
| Francja           | Music For Nations                   | 1987        | MFN-27           | Okładka z napisem „Made in France”, wydanie z kodem kreskowym                                                |
| Francja           | New Electric Way                    | 1987        | 2337             | Etykiety New Electric Way                                                                                    |
| Grecja            | Polygram/Vertigo                    | 1992        | 838-140-1        | Jasnoniebieska okładka, brak wkładki                                                                         |
| Gwatemala         | Polygram/Vertigo                    | 1990        | 838-140-1        | |
| Hiszpania         | Phonogram/Vertigo                   | 1989        | 838-140-1        | Brak wkładki i obwoluty                                                                                      |
| Hiszpania         | Phonogram/Vertigo                   | 1991        | 838-140-1        | Wkładka i adres „Madrid 28001” na okładce                                                                    |
| Holandia          | Roadrunner                          | 1984        | RR-9849          | Białe etykiety Roadrunner                                                                                    |
| Indie             | Polygram/Vertigo/MIL                | 1989        | 838-140-1        | Cienka okładka z czarnym obramowaniem                                                                        |
| Japonia           | Nexus                               | 1984        | K25P-501         | Pas OBI |
| Kanada            | Banzai                              | 1984        | BRC-1909         | Białe etykiety                                                                                               |
| Kanada            | Banzai                              | 1984        | BRC-1909         | Czarne etykiety                                                                                              |
| Kanada            | Elektra                             | 1984        | 96-03961         | Brak wkładki                                                                                                 |
| Kolumbia          | Philips/Vertigo                     | 1990        | 838-140-1        | Czarno-biała tylna okładka                                                                                   |
| Korea             | Phonogram/Vertigo                   | 1990        | SEL-RP-2026      | Wkładka i niebieskie etykiety Vertigo                                                                        |
| Meksyk            | Polygram/Vertigo                    | 1990        | LPR-23068        | Lista utworów w języku hiszpańskim i angielskim                                                              |
| Stany Zjednoczone | Elektra                             | 1984        | 9-60396-1        | Wydanie z wkładką                                                                                            |
| Stany Zjednoczone | Megaforce                           | 1984        | MRI-769          | Wkładki w początkowych 10 tysiącach egzemplarzy                                                              |
| Unia Europejska   | Vertigo                             | 2001        | 838-140-1        | Wznowienie na winylu o masie 180 gramów, we wkładce podany link do oficjalnego serwisu internetowego zespołu |
| Wenezuela         | Polygram/Vertigo                    | 1990        | 20-0771          | |

### Podwójna 12-calowa płyta winylowa
| Kraj wydania   | Wydawca           | Rok wydania | Numer katalogowy | Opis                                                           |
| -------------- | ----------------- | ----------- | ---------------- | -------------------------------------------------------------- |
| Francja        | Music For Nations | 1987        | MFN-27 DM        | Limitowane wydanie ze zbyt dużą wkładką włożoną w obwolutę     |
| Francja/Anglia | Music For Nations | 1987        | MFN-27 DM        | Podwójna płyta winylowa, na etykietach napis „Made in England” |

### 12-calowa płyta winylowa z nadrukiem
| Kraj wydania | Wydawca           | Rok wydania | Numer katalogowy | Opis                                   |
| ------------ | ----------------- | ----------- | ---------------- | -------------------------------------- |
| Anglia       | Music For Nations | 1984        | MFN-27 P         | Pierwsze tłoczenie bez kodu kreskowego |
| Anglia       | Music For Nations | 1986        | MFN-27 P         | Drugie tłoczenie z kodem kreskowym     |

### 12-calowa płyta winylowa, wydanie promocyjne
| Kraj wydania      | Wydawca          | Rok wydania | Numer katalogowy | Opis                                                             |
| ----------------- | ---------------- | ----------- | ---------------- | ---------------------------------------------------------------- |
| Argentyna         | Polygram/Vertigo | 1990        | 29225            | Srebrna naklejka promocyjna, tytuły utworów w języku hiszpańskim |
| Brazylia          | RGE              | 1987        | 304-7060         | Złota naklejka promocyjna                                        |
| Brazylia          | Polygram/Vertigo | 1990        | 838-140-1        | Naklejka promocyjna                                              |
| Japonia           | Nexus            | 1984        | K25P-501         | Wydanie z naklejką promocyjną, wkładką i pasem OBI               |
| Kanada            | Elektra          | 1984        | 96-03961         | Złota naklejka promocyjna, brak wkładki                          |
| Stany Zjednoczone | Elektra          | 1984        | 9-60396-1        | Złota naklejka promocyjna, białe etykiety                        |

### Płyta kompaktowa
| Kraj wydania      | Wydawca           | Rok wydania | Numer katalogowy | Opis                                                      |
| ----------------- | ----------------- | ----------- | ---------------- | --------------------------------------------------------- |
| Anglia            | Music For Nations | 1984        | CD-MFN-27        | Edycja bez kodu kreskowego                                |
| Anglia            | Music For Nations | 1984        | CD-MFN-27        | Edycja z kodem kreskowym                                  |
| Argentyna         | Vertigo           | 1989        | 838-140-2        |                                                           |
| Australia         | Polygram/Vertigo  | 1989        | 838-140-2        | Wersja przeznaczona na eksport na Tajwan z pasem OBI      |
| Australia         | Polygram/Vertigo  | 1993        | 838-140-2        | Złota płyta                                               |
| Australia         | Polygram/Vertigo  | 1993        | 838-140-2        | Złota płyta, z nadrukiem „Gold Tour Edition”              |
| Australia         | Phonogram/Vertigo | 1989        | 838-140-2        |                                                           |
| Brazylia          | Polygram/Vertigo  | 1989        | 838-140-2        | Brak kodu kreskowego                                      |
| Brazylia          | Polygram/Vertigo  | 1989        | 838-140-2        | Wydanie z kodem kreskowym na okładce                      |
| Francja           | Music For Nations | 1984        | CD-MFN-27        | Edycja bez kodu kreskowego                                |
| Francja           | Music For Nations | 1984        | CD-MFN-27        | Edycja z kodem kreskowym                                  |
| Francja           | Phonogram/Vertigo | 1984        | 838-140-2        |                                                           |
| Francja           | Phonogram/Vertigo | 1984        | 838-140-2        | Zawiera naklejkę i przepustkę za kulisy                   |
| Izrael            | Vertigo/Helicon   | 1989        | 838-140-2        |                                                           |
| Japonia           | CBS/Sony          | 1988        | 25DP-5340        | Pas OBI, teksty piosenek, plakat                          |
| Kanada            | Elektra           | 1984        | CD-60396         |                                                           |
| Kanada            | Elektra           | 1995        | CD-90396         | Wersja poddana cyfrowemu remasteringowi                   |
| Korea             | Polygram/Vertigo  | 1992        | DP-0076          | Zmieniona tylna okładka                                   |
| Meksyk            | Vertigo           | 1999        | 838-140-2        | Edycja Tysiąclecia ze zmienioną okładką                   |
| Niemcy            | Phonogram/Vertigo | 1989        | 838-140-2        |                                                           |
| Stany Zjednoczone | Elektra           | 1984        | 9-60396-2        | W podłużnym opakowaniu                                    |
| Stany Zjednoczone | Elektra           | 1984        | E2-60396         | Wydanie Columbia Record                                   |
| Stany Zjednoczone | Elektra           | 1984        | 9-60396-2        |                                                           |
| Stany Zjednoczone | Elektra           | 1995        | 9-60396-2        | Trzecie tłoczenie, wydanie poddane ponownemu masteringowi |
| Stany Zjednoczone | DCC/Elektra       | 2000        | GZS-1136         | Wydanie na płycie z 24-karatowego złota                   |

### Płyta kompaktowa, wydanie promocyjne
| Kraj wydania | Wydawca          | Rok wydania | Numer katalogowy | Opis                                                 |
| ------------ | ---------------- | ----------- | ---------------- | ---------------------------------------------------- |
| Brazylia     | Polygram/Vertigo | 1989        | 838-140-2        | Promocyjna naklejka z tyłu                           |
| Japonia      | CBS/Sony         | 1988        | 25DP-5340        | Pas OBI, teksty utworów, plakat, naklejka promocyjna |

### Błędne wydania
| Kraj wydania | Wydawca           | Rok wydania | Numer katalogowy | Opis                                                                         |
| ------------ | ----------------- | ----------- | ---------------- | ---------------------------------------------------------------------------- |
| Europa       | Phonogram/Vertigo | 1988        | 838-140-1        | Błędny wydruk, z operą na tylnej okładce, etykiety UFO                       |
| Europa       | Phonogram/Vertigo | 1989        | 838-140-1        | Etykieta na pierwszej stronie albumu podaje utwory z płyty Master of Puppets |

### Tłoczenia testowe
| Kraj wydania | Wydawca           | Rok wydania | Numer katalogowy | Opis                                                   |
| ------------ | ----------------- | ----------- | ---------------- | ------------------------------------------------------ |
| Anglia       | Music For Nations | 1984        | MFN-27           | Tłoczenie testowe z białymi etykietami                 |
| Anglia       | Music For Nations | 1986        | MFN-27P          | Tłoczenie testowe płyty z nadrukiem na srebrnym winylu |
| Anglia       | Music For Nations | 1986        | MFN-27P          | Tłoczenie testowe płyty z nadrukiem na białym winylu   |
| Brazylia     | RGE               | 1987        | 304-7060         | Tłoczenie testowe z białymi etykietami                 |
| Brazylia     | Polygram/Vertigo  | 1990        | 838-140-1        | Tłoczenie testowe na białym winylu                     |